# Dirouilles
Les Dirouilles (jersiais: Les Dithouïl'yes) sont une chaîne de récifs au nord-est de Jersey. 
Elles font partie des îles Anglo-Normandes, situées dans la Manche et sont aussi connues sous le nom de Les Pièrres.
Les Dirouilles sont, avec les Écréhou, reconnus au titre de site Ramsar depuis le 2 février 2005.